# Dopey Dick the Pink Whale
Dopey Dick (título original: Dopey Dick the Pink Whale) é o 81º episódio do Pica-Pau e o 16º da temporada de 1957.

## História
A bordo de seu navio "Peapod", o capitão Dooley anuncia aos tripulantes que iniciaria uma caça a Dopey Dick, uma baleia rosa que havia mordido seu traseiro. Eles ficam assustados e fogem da embarcação, e pouco depois os ratos que estavam escondidos fazem o mesmo. Dooley chama os tripulantes de "covardes" e, ao ouvir o Pica-Pau tocando acordeon, captura o pássaro e eles vão à procura da baleia, que ao chegar no horizonte, assusta Dooley, que se esconde. Dopey Dick atinge o casco do navio e chama a atenção do Pica-Pau. Dooley pensa que a baleia foi embora, porém é mordido.
Irritado, o capitão pede ao Pica-Pau que encontrasse a baleia, mas o pássaro é surpreendido quando o barco em que estava é levantado por um jato d'água lançado por Dopey Dick, que vai em direção ao navio de Dooley, e ele se esconde outra vez. A baleia destrói a embarcação e Dooley fica ilhado, antes de ser novamente mordido e chorar. Pica-Pau esquia no mar e dá sua risada, enquanto Dopey Dick o puxa.